# Acanthodactylus masirae
Acanthodactylus masirae este o specie de șopârle din genul Acanthodactylus, familia Lacertidae, ordinul Squamata, descrisă de Arnold 1980. Conform Catalogue of Life specia Acanthodactylus masirae nu are subspecii cunoscute.